# Golice (gromada w powiecie rzepińskim)
Golice – dawna gromada, czyli najmniejsza jednostka podziału terytorialnego Polskiej Rzeczypospolitej Ludowej w latach 1954–1972.
Gromady, z gromadzkimi radami narodowymi (GRN) jako organami władzy najniższego stopnia na wsi, funkcjonowały od reformy reorganizującej administrację wiejską przeprowadzonej jesienią 1954 do momentu ich zniesienia z dniem 1 stycznia 1973, tym samym wypierając organizację gminną w latach 1954–1972.
Gromadę Golice z siedzibą GRN w Golicach utworzono – jako jedną z 8759 gromad na obszarze Polski – w powiecie rzepińskim w woj. zielonogórskim na mocy uchwały nr V/20/54 WRN w Zielonej Górze z dnia 5 października 1954. W skład jednostki weszły obszary dotychczasowych gromad: Golice i Lisów ze zniesionej gminy Kowalów, Pamięcin ze zniesionej gminy Górzyca oraz Nowy Lubusz i Pławidło ze zniesionej gminy Słubice w tymże powiecie. Dla gromady ustalono 9 członków gromadzkiej rady narodowej.
1 stycznia 1958 gromadę zniesiono, a jej obszar włączono do gromad: Górzyca (wsie Golice i Pamięcin), Kowalów (wieś Lisów) i nowo utworzonej Słubice (wsie Nowy Lubusz i Pławidło) w tymże powiecie.